# Бекешчаба
Бе́кешчаба (угор. Békéscsaba; рум. Bichişciaba; словац. Békéšska Čaba) — місто на південному сході Угорщини на притоці річки Кереш (басейн Тиси). Є адміністративним центром медьє Бекеш, населення — близько 67 000 жителів. Селище Чаба має документальні згадки, датовані 1330 роком. Назва походить від угорського слова Békés, що означає «мирний» та Csaba, угорське чоловіче ім'я турецького походження.

## Географія і транспорт
Місто розташоване на південному сході країни за 180 кілометрах на південний схід від Будапешта, за 90 кілометрів на північний схід від Сегеда і за 100 кілометрів на північний захід від Дебрецена. За 15 кілометрах на схід проходить румунський кордон, за 50 кілометрів знаходиться румунське місто Арад.
Через Бекешчабу проходить залізниця Тімішоара — Арад — Сольнок — Будапешт. Автомобільні дороги ведуть з міста в Сегед, Дьюлу, Сольнок і Дебрецен.

## Населення

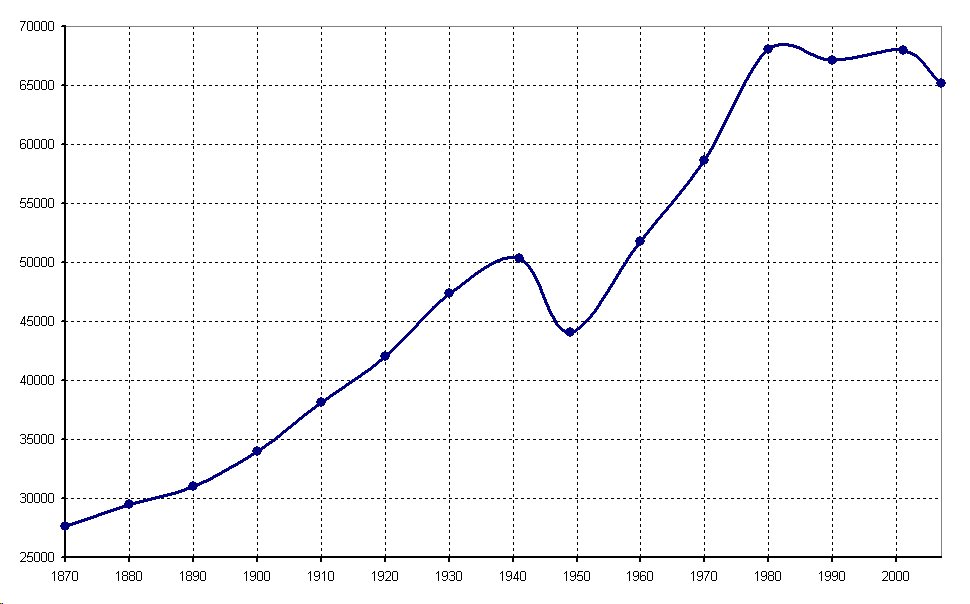
Демографія (1870—2007)

Національність (за переписом 2001 року):
- угорці — 93,8 %
- словаки — 5,9 %
- німці — 0,6 %
- румуни — 0,4 %.

Сумарний показник може перевищувати 100 % через кілька національностей, вказаних особою.
Релігія (за переписом 2001 року):
- Римо-Католицька Церква — 24,2 % (переважно угорці)
- лютеранство — 20.5 % (переважно словаки та нащадки)
- кальвінізм — 10.9 % (тільки етнічні угорці)
- інші — 2.1 % (переважно християнство)
- атеїзм — 30,5 %
- не вказали — 10,8 %

## Економіка
Залізничний вузол. Верстатобудівний завод, текстильна, швейна, і харчова промисловість.

## Пам'ятки
- Барокова церква XVIII століття.
- Євангелічний собор.
- Міська ратуша (архітектор — Міклош Ібль, 1873 рік).
- Музей Мігая Мункачі.
- Театр імені Мора Йокаї.
- Музей словацького фольклору.

## Уродженці
- Геза Ланг (1916—1980) — угорський ботанік, член Угорської академії наук.

## Міста-побратими
- Румунія: Беюш
- Фінляндія: Міккелі
- Румунія: Одореу Секуеск
- Польща: Скочув
- Польща: Тарновські Гури
- Словаччина: Тренчин
- Україна: Ужгород
- Німеччина: Віттенберг
- Сербія: Зренянин
- Росія: Пенза
- Румунія: Салонта

## Галерея

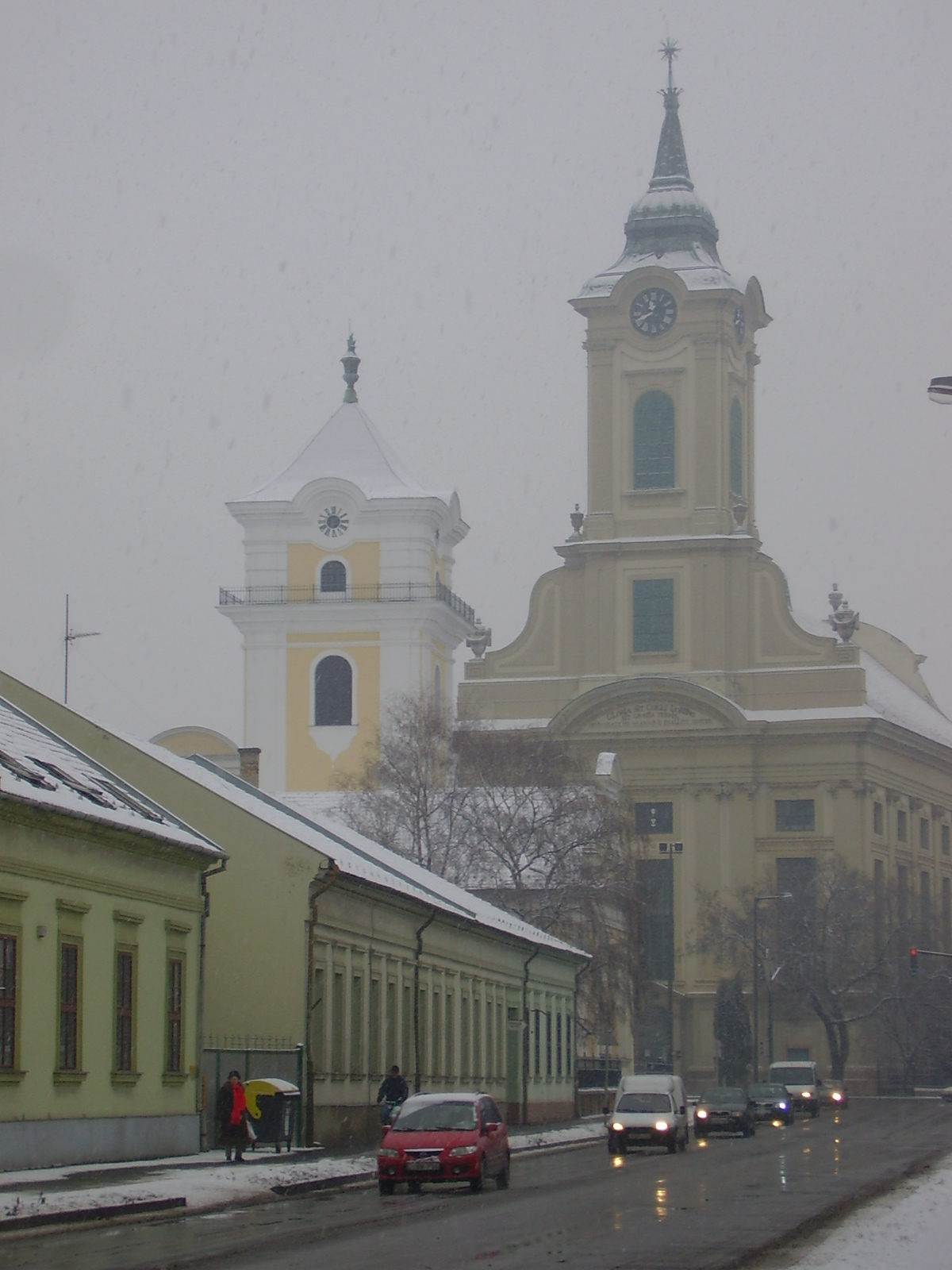
Євангелістська церква, символ міста
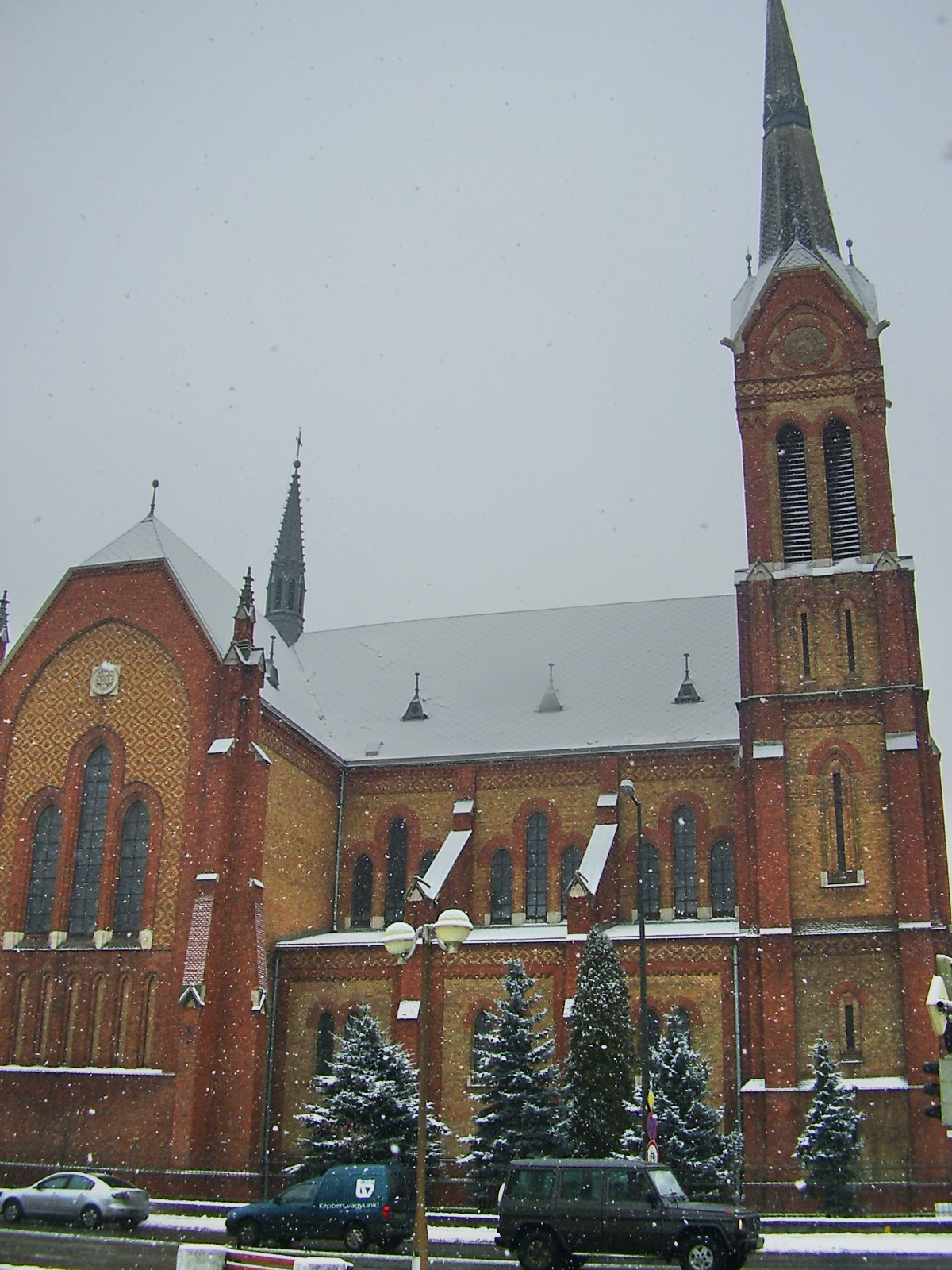
Католицький храм
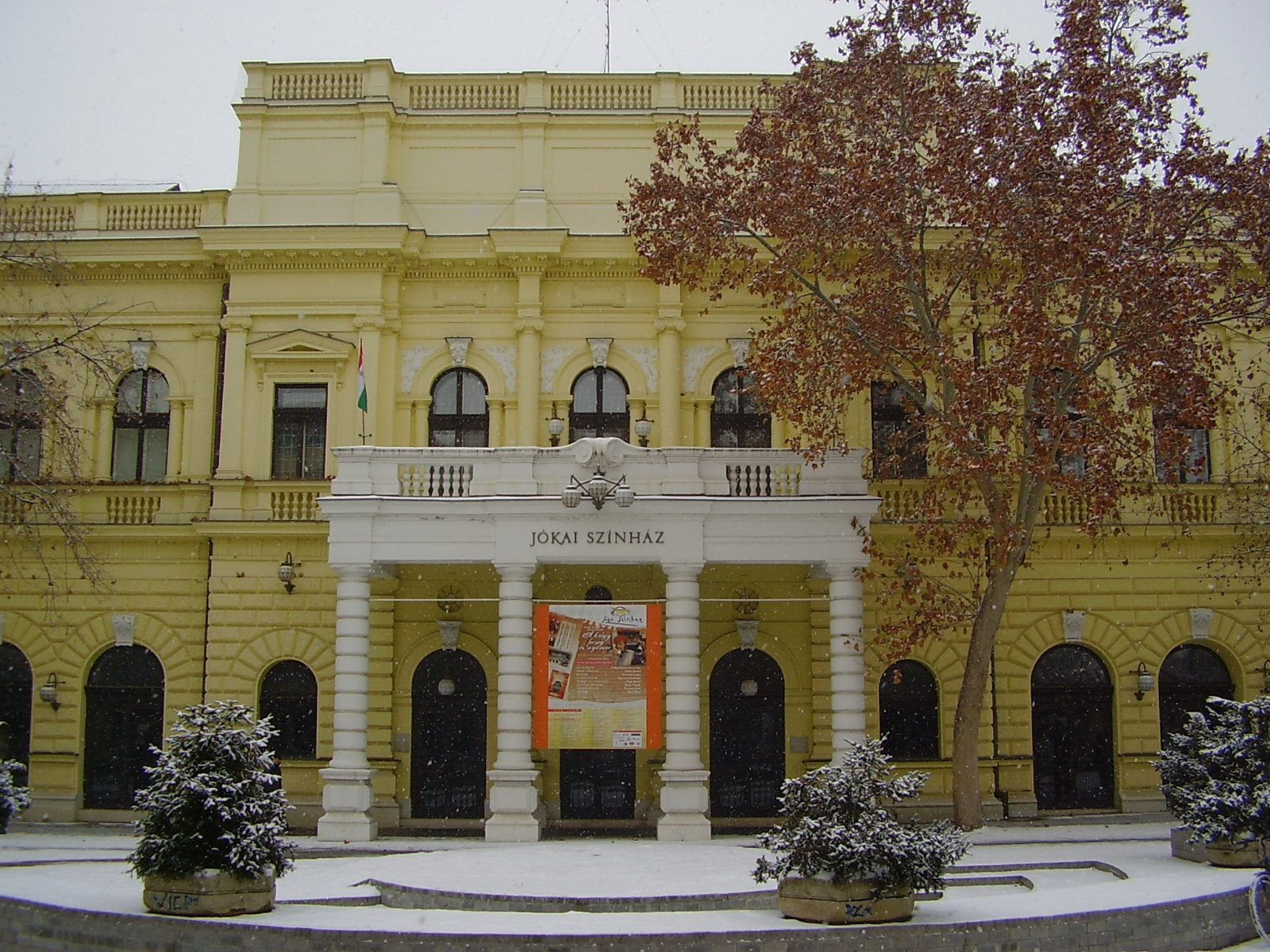
Театр
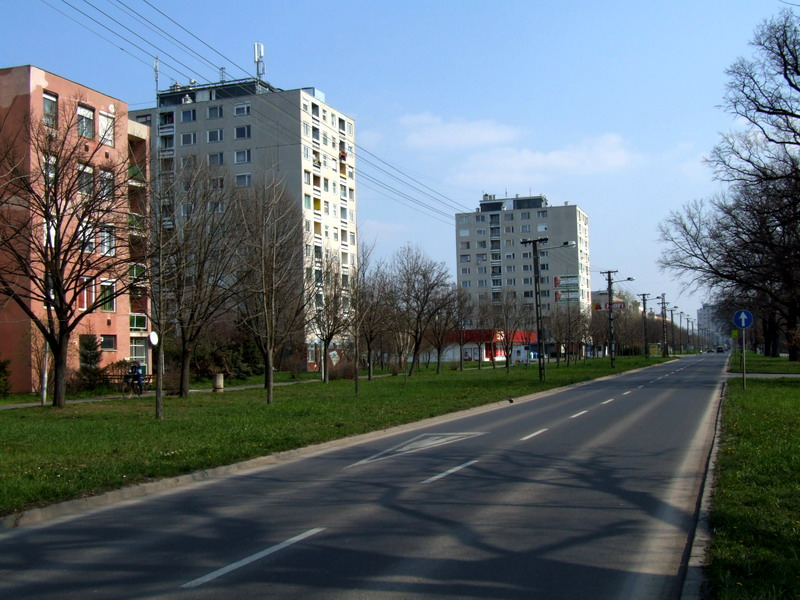
Житловий масив